# Arrondissement de Greiz
L'arrondissement de Greiz est un arrondissement  (« Landkreis » en allemand) de Thuringe (Allemagne).
Son chef-lieu est la ville de Greiz.

## Géographie
L'arrondissement de Greiz est situé à l'est de la Thuringe, dans les monts de Thuringe au sud et le bassin de Leipzig au nord. Structuré autour des vallées alluviales de l'Auma et de la Weida à l'ouest et de l'Elster Blanche à l'est, il offre des paysages de moyennes montagnes (point culminant : Allrichberg, 533,5 m d'altitude) et de collines.
Un quart de sa superficie (213 km2) est couvert de forêts, la moitié (426 km2) est réservée aux terres agricoles et 13,3 km2 sont occupés par l'eau (lacs de barrage et retenues).
L'arrondissement de Greiz ne possède aucune ville importante et est resté rural. Il enserre cependant au sud, à l'est et à l'ouest la ville de Gera. Il est limité au nord par l'arrondissement du Burgenland en Saxe-Anhalt, au nord-est par l'arrondissement du Pays-d'Altenbourg, à l'est par l'arrondissement de Zwickau en Saxe, au sud par l'arrondissement du Vogtland également en Saxe et à l'ouest par les arrondissements  thuringeois de Saale-Orla et de Saale-Holzland.

## Histoire
L'arrondissement de Greiz est situé au cœur de la région historique du Vogtland, il a été créé en 1920 avec le land de Thuringe en regroupant  diverses régions et anciens états :
- la plus grande partie de la principauté de Reuss branche aînée autour des villes de Greiz et Zeulenroda ;
- la plus grande partie de la principauté de Reuss branche cadette autour de Bad Kösnitz ;
- certains territoires du grand-duché de Saxe-Weimar-Eisenach au centre de l'arrondissement avec Weida ;
- une partie du duché de Saxe-Altenbourg à l'est avec Ronneburg ;
- une enclave du duché de Saxe-Meiningen au sud de Gera ;
- quelques villages du royaume de Saxe comme Seelingstädt.

Après les réformes administratives de 1952 en République démocratique allemande, il fut démantelé et partagé entre les trois arrondissements de Gera, Zeulenroda et Greiz, tous trois dans le district de Gera.
Il a pris sa forme actuelle en 1994 lorsque le land de Thuringe a été recréé. À cette date, la commune d'Elsterberg a rejoint le land de Saxe.

## Démographie
| 1995    | 2000    | 2005    | 2010    |
| ------- | ------- | ------- | ------- |
| 127 536 | 123 869 | 116 320 | 107 555 |

## Politique
Le commissaire de l'arrondissement est Mme Martina Schweinburg (CDU), élue en 2009.
Le landrat compte 46 sièges de conseillers répartis comme suit aux élections de 2009.
| Parti                 | Nombre de conseillers | Pourcentage de voix | Variation 2004-2009 |
| --------------------- | --------------------- | ------------------- | ------------------- |
| CDU                   | 17                    | 37,2 %              | moins 6,9 %         |
| Die Linke             | 8                     | 17,6 %              | moins 3,4 %         |
| SPD                   | 8                     | 17,3 %              | plus 1,2 %          |
| FDP                   | 4                     | 7,9 %               | plus 7,9 %          |
| Pro Kommune-FWG       | 3                     | 6,1 %               | moins 4,1 %         |
| IWA                   | 2                     | 4,8 %               | plus 4,8 %          |
| NPD                   | 2                     | 3,8 %               | plus 3,8 %          |
| Alliance 90/Les Verts |                       | 2,9 %               | plus 0,3 %          |

## Armes
Le lion d'or et la grue présents sur les armoiries de l'arrondissement de Greiz rappellent les armoiries des princes de Reuss tandis que la couronne et les couleurs jaune et noir figurant sur le bas de l'écu font référence au grand-duché de Saxe-Weimar-Eisenach.

## Économie
L'agriculture et l'exploitation des forêts occupent une place importante dans l'économie locale qui compte aussi un réseau dense de petites et moyennes entreprises (8 000) actives dans l'industrie textile, chimique (caoutchouc), alimentaire, de transformation des métaux.
Les entreprises les plus importantes de l'arrondissement sont les suivantes :
- la brasserie Köstritzer (Köstritzer Schwarzbierbrauerei), célèbre pour ses bières noires (Schwarzbier) à Bad Köstritz ;
- la société de matériel médical et orthopédique Bauerfeind à Zeulenroda-Triebes ;
- la Wismut GmbH, société d'exploitation minière des gisements d'uranium dans la région de Ronneburg ;
- la Caisse d'Épargne Gera-Greiz (Sparkasse Gera-Greiz).

## Communications
L'arrondissement est traversé par l'autoroute allemande A4 Francfort-sur-le-Main-Dresde et se trouve à proximité de la A9 Berlin-Munich.
Les routes nationales suivantes desservent aussi l'arrondissement de Greiz :
- N92, Gera-Greiz-Plauen ;
- N94, Schleiz-Zeulenroda-Greiz-Reichenbach ;
- N175, Weida-Zwickau ;
- N7, Iena-Eisenberg-Bad Köstritz-Gera-Ronneburg-Altenbourg ;
- N2, Berlin-Leipzig-Gera-Schleiz-Nuremberg-Munich.

## Villes, communes et communautés d'administration
(nombre d'habitants en 2010)
| Communes indépendantes *commune qui remplit les fonctions administratives pour d'autres communes 1. Auma-Weidatal, ville (3 943) 2. Bad Köstritz, ville * (3 743) 3. Berga-sur-Elster, ville * (3 539) 4. Greiz, ville * (21 792) 5. Harth-Pöllnitz (3 075) 6. Kraftsdorf (4 075) 7. Langenwetzendorf (3 519) 8. Mohlsdorf-Teichwolframsdorf (5 293) 9. Ronneburg, ville (5 134) 10. Vogtländisches Oberland (2 890) 11. Weida, ville * (7 733) 12. Zeulenroda-Triebes, ville * (16 673) | Communes dont les fonctions administratives sont remplies par une autre commune (Les villes entre parenthèses sont celles qui remplissent les fonctions administratives) : 1. Caaschwitz (ville de Bad Köstritz) (649) 2. Crimla (ville de Weida) (283) 3. Hartmannsdorf (ville de Bad Köstritz) (378) 4. Langenwolschendorf (ville de Zeulenroda-Triebes) (864) 5. Neumühle/Elster (ville de Greiz) (391) 6. Weißendorf (ville de Zeulenroda-Triebes) (330) |

Communautés d'administration

*Siège de la communauté 
| 1. Am Brahmetal (4 955) 1. Bethenhausen (267) 2. Brahmenau (1 008) 3. Großenstein * (1 307) 4. Hirschfeld (137) 5. Korbußen (492) 6. Pölzig (1 257) 7. Reichstädt (388) 8. Schwaara (154) 1. Ländereck (4 801) 1. Braunichswalde (678) 2. Endschütz (379) 3. Gauern (144) 4. Hilbersdorf (229) 5. Kauern (445) 6. Linda b. Weida (476) 7. Paitzdorf (428) 8. Rückersdorf (828) 9. Seelingstädt * (1 365) 10. Wünschendorf-sur-Elster (3 032) | 1. Leubatal (4 337) 1. Hain (66) 2. Hohenleuben, ville * (1 667) 3. Hohenölsen (666) 4. Kühdorf (75) 5. Lunzig (172) 6. Neugernsdorf (168) 7. Schömberg (109) 8. Steinsdorf (695) 9. Teichwitz (117) 10. Wildetaube (699) 1. Münchenbernsdorf (6 126) 1. Bocka (520) 2. Hundhaupten (376) 3. Lederhose (294) 4. Lindenkreuz (484) 5. Münchenbernsdorf, ville * (3 031) 6. Saara (618) 7. Schwarzbach (240) 8. Zedlitz (669) |